# Parathyma kanara
Parathyma kanara är en fjärilsart som beskrevs av Evans 1924. Parathyma kanara ingår i släktet Parathyma och familjen praktfjärilar. Inga underarter finns listade i Catalogue of Life.